# Prohydata stigmatica
Prohydata stigmatica är en fjärilsart som beskrevs av W. Warren 1904. Prohydata stigmatica ingår i släktet Prohydata och familjen mätare. Inga underarter finns listade i Catalogue of Life.